# Francesco Caucig
Francesco Caucig, Franco Caucig oppure Franz Caucig, conosciuto anche in sloveno come Franc Kavčič oppure Frančišek Caucig (Gorizia, 4 dicembre 1755 – Vienna, 17 novembre 1828), è stato un pittore e disegnatore sloveno.
Era uno dei migliori rappresentanti del Neoclassicismo mitteleuropeo. È l'artista di origine slovena più stimato e riconosciuto.

## Biografia
Per dedicarsi allo studio della pittura, il Caucig si recò a Vienna, raccomandato dal conte Guidobaldo Cobenzl al figlio Giovanni Filippo Cobenzl che, finché visse, fu suo protettore. 
Dopo questo primo soggiorno viennese, durante il quale copiò quadri degli antichi maestri nella galleria del palazzo del Belvedere, studiò a Bologna per due anni, e si stabilì dal 1781 al 1787, a Roma, abitando prima a piazza di Spagna e poi dal 1783 in vicolo S. Isidoro con Felice Giani.
A Roma l'ispirazione di Francesco Caucig fu stimolata dalle opere degli artisti neoclassici come Jacques-Louis David, Antonio Canova, A. von Maron; Johann Wolfgang von Goethe lo ricorda nella sua opera Winkelmann und sein Jahrhundert scritta durante il suo soggiorno a Roma.
Caucig si esercitava nel disegno anatomico copiando sculture e rilievi classici, oggetti etruschi ed egiziani, e dipingendo vedute di Roma e dintorni, ruderi antichi, studi di animali e di piante, studi da Raffaello Sanzio, Giulio Romano, Andrea del Sarto, Domenichino, Caravaggio e, fra i contemporanei, da Anton Raphael Mengs. 
Nel 1794 esegue due dipinti a olio, Orfeo che piange Euridice, e il Suicidio di Porzia eseguito per il principe Porcia di Trieste.
Tornato a Vienna, Caucig dipinse ad olio numerosi quadri di soggetto storico e mitologico. Nel 1793 fu prescelto per succedere a Hubert Maurer, come professore all'Accademia di Vienna; da questa fu inviato a Mantova per procurare gessi, poi a Venezia dove soggiornò per numerosi anni, e copiò quadri dei maestri veneziani e sculture antiche.
Nel 1796 viene nominato membro dell'Accademia di belle arti di Venezia, terzo correttore di elementi di pittura storica all'Accademia di Vienna, in questo ufficio si insedia al suo ritorno da Venezia, nel 1796, e mantenne la carica fino al 1798. Ma sino al 1797 è documentato ancora in Italia: nell'agosto 1797 il conte Filippo Cobenzl ricevette da Venezia una cassa con cinque grandi quadri di Caucig; nel 1798 il pittore cedette all'Accademia di Vienna cento disegni eseguiti a Roma e il 12 marzo dell'anno successivo fu nominato professore di pittura storica nella stessa Accademia.
Nel 1808 Caucig concorse, in gara con lo scultore J. M. Fischer, per le sculture di antistanti la Chiesa am Hof a Vienna, eseguendo bozzetti, ma non ottenne la commissione. Fece anche un bozzetto per il monumento di Giuseppe II. Sempre nello stesso anno fu nominato soprintendente presso la manifattura di porcellana. Coi colleghi Füger, Zauner e Maurer egli sostenne energicamente il classicismo più rigoroso contro i giovani confratelli di S. Luca e specialmente nel 1811 contro Sutter. Dal 1820 fino alla sua morte il Caucig diresse la scuola di pittura e scultura di Vienna. Nel 1823 divenne accademico d'onore dell'Accademia di S. Luca a Roma contemporaneamente a G. Bergler.
Morì senza discendenti a Vienna in casa del nipote il 17 nov. 1828, quattro giorni dopo la morte di sua moglie Barbara Haitzinger che aveva sposato a Vienna nel 1803.

## Elenco delle opere
- Paesaggio ideale con un giovane che uccide un serpente

## Conservazione delle opere
La maggior parte dei disegni di Caucig sono oggi conservati nel Gabinetto delle stampe della Accademia di Belle Arti di Vienna, Museo provinciale di Gorizia nella Galleria nazionale di Lubiana. 
Trentadue disegni, una Testa femminile e un Angelo, frammenti di quadri rovinati dalla prima guerra mondiale nel castello Coronini a Cronberg, erano di proprietà dei conti G. e N. Coronini Cronberg a Gorizia, oggi gestiti dalla Fondazione Coronini. 
L'Albertina di Vienna possiede tre disegni a penna acquerellati e otto stampe; il Museo storico della città di Vienna due disegni a penna, uno a matita e due stampe; Werner Caucig (Vienna) due album con disegni; lo Szépmüvészeti Múzeum di Budapest due disegni.